# Boruques
Els boruques (també coneguts com a brunca, brunka o brunkajk) són un poble indígena centreamericà natiu de Costa Rica. La tribu té aproximadament 3.936 membres, la majoria dels quals viuen en una reserva a la província de Puntarenas al sud-est del país. Els avantpassats dels boruca moderns van constituir un grup de pobles que van governar la major part de la península d'Osa.

## Localització
La majoria dels boruques viu a la Reserva Indígena Boruca, localitzada al cantó de Buenos Aires a la província de Puntarenas de la zona del Pacífic sud de Costa Rica. La reserva té 138,02 km² a la serralada de Talamanca, vora la frontera amb Panamà. La reserva es troba a 20 km al sud de la ciutat de Buenos Aires.
En termes arqueològics els boruca (i tota Costa Rica) es troben en la zona cultural coneguda com a Àrea Intermèdia (Willey, 1971) o àrea cultural circumcaribenya (Steward, 1949). Rep el nom d'àrea intermàtia perquès es troba entre les dues àrees culturals més grans, Mesoamèrica i el Perú (22 Willey).

## Costums
Igual que els seus precursors, els boruca són coneguts pels seus artesanias, especialment teixits, i els seus singulars màscares pintades en fusta de bassa. Aquestes màscares són importants en la cerimònia anual del Joc dels diablitos de Boruca, que se celebra cada cap d'any des de l'època colonial. La festa dramatitza la lluita entre els diablitos (el poble boruca) i els conqueridors espanyols, la festa va acompanyada de menjars com a porc, tamales i la beguda tradicional: la "chicha".

## Història
La tribu és un grup compost format pel grup que es va identificar com a boruca abans de la colonització espanyola i altre grups veïns i antics enemics com coto, turrucaca, borucac, quepos i abubaes.
La majoria de la població viu a la Reserva Boruca o la reserva indígena veïna de reserva Rey Curre. La Reserva Boruca-Térraba va ser una de les primeres reserves indígenes establertes a Costa Rica en 1956. Les terres actualment a les reserves van ser nomenades baldíos (terres comunes) per la Llei General de Terres Comunes, aprovada pel govern costariqueny en 1939, de manera que la propietat és inalienable i exclusiva dels pobles indígenes. La llei posterior de l'Institut de Terres i Colonització (ITCO), aprovada el 1961, va transferir els erms de propietat estatal. Las llei núm 7316, la Llei Indígena de Costa Rica, aprovada el 1977, va establir els drets fonamentals dels pobles indígenes. Aquesta llei defineix "indígena", va establir que les reserves tindrien autogovern i establia limitacions a l'ús de la terra dins de les reserves.